# Джонсон, Алекс
А́лекс Джо́нсон (англ. Alexz Johnson; род. 4 ноября 1986) — канадская актриса, певица и автор песен, известная благодаря ролям Джуд Харрисон в сериале «Сверхновая звезда», Энни Телен в диснеевском сериале «Чудеса.com» и Эрин Улмер в фильме «Пункт назначения 3». Её дебютный альбом «Voodoo» был выпущен 30 марта 2010 года.

## Ранние годы
Алекс Джонсон родилась в Нью-Уэстминстере, Британской Колумбии и выросла в соседнем городе Коквитлам. Она была шестым ребёнком в большой семье из десяти детей. Одна из её сестер работает актрисой, а её брат Брендан — музыкант, с которым она часто сотрудничает. В возрасте семи лет она получала вокальное обучение и участвовала на фестивалях с местным хором молодёжи.

## Карьера

### Начало карьеры
Алекс Джонсон принимала участие во многих конкурсах, включая конкурс Государственного гимна, в котором она победила в возрасте одиннадцати лет. Победа привела к её первому интервью CBC, многочисленным радио и телевизионным интервью, и интересу окружающих. В течение этого того же самого года, она стала лучшей исполнительницей гимна сезона по версии «Vancouver Sun». Популярность Алекс росла, её даже называли «Селин западного побережья», она исполняла гимн на играх НХЛ и НБА, открывала благотворительные вечера и ярмарки по всей провинции BC. Она открывала шоу «Variety Club», дуэтом с Бобом Макгратом, пела свои первые песни в «Molson Indy», и была приглашена в канун нового в «Planet Hollywood», в качестве сольного исполнителя. Она становилась профессионалом, и ей это нравилось.
Алекс не остановилась на сольной карьере, так же её привлекла актёрская карьера. Она прослушивалась для рекламы и пилотной серии шоу «Most talented Kids».
В возрасте тринадцати лет, она прослушивалась для телесериала Диснея «So weird», и получила главную роль «Энни». Роль была переделана для Алекс, поскольку она играла девочку со сверхъестественными силами, и в качестве силы ей был дан дар пения. Это представило уникальную возможность петь в многих из серий, и развивать её навыки. Так же она спела одну из собственных песен в одной из серий. Она поняла, что она хочет не просто был поющим идолом, а исполнять свою музыку.
С шоу «So weird» она в плотную занялась своей музыкой, она писала песни со своим братом Бренданом, продюсером и автором песен, и изучала искусство игры на гитаре. Она закончила демоверсии своих песен для рекорд лейблов, и ей удалось поработать и открывать благотворительные встречи с Дэвидом Фостерем. Вся работа на телевидении держала Алекс очень занятой. Она была на «Entertainment Tonite», как одна из трех девочек в Северной Америке, отобранной для прослушивания в съемках телевизионного кино Бритни Спирс, основанного на её книге. Весной 2004 года, Алекс прослушивалась для главной роли в новом сериале, основанным на девушки как Алекс, которая выигрывает конкурс талантов и становится новой знаменитостью.

### 2009—2010: Альбом «Voodoo»
27 августа 2009 года, Джонсон опубликовала список песен нового альбома. 1 декабря 2009 года было объявлено, что её дебютный альбом будет выпущен 30 марта 2010 года. 30 марта 2010 года Алекс Джонсон выпустила дебютный альбом под названием «Voodoo».

### 2012—2013: Предстоящий второй студийный альбом
5 июля 2012 года, Алекс Джонсон намекнула через свой официальный аккаунт в Twitter, что она начала работать над вторым сольным альбомом. Алекс Джонсон первоначально планировала выпустить его в течение первых трех месяцев 2013 года. 22 августа 2012 Джонсон опубликовал видео с сессии записи для нового альбома. Алекс Джонсон начала североамериканское совместное турне с Charlene Kaye весной 2013 года. Misty Boyce и Jay Stolar также присоединился Johnson и Kaye. Однако Джонсон позже объявила, что она будет просить для своих поклонников, чтобы финансировать её следующий студийный проект через PledgeMusic.com . По данным сайта, Алекс Джонсон сумела собрать 156 % денег, необходимых для выхода её второго альбома.
Люди, которые давали деньги залог на альбом будут получать цифровые копии альбома (а также различные бонусы, в зависимости от суммы, которую они заплатили) на неназванную дату. Она начала европейское турне в поддержку альбома в начале 2014 года.

## Фильмография
| Год       | Русское название                          | Оригинальное название | Роль                           |
| --------- | ----------------------------------------- | --------------------- | ------------------------------ |
| 2000—2001 | Чудеса.com                                | So weird              | Энни Телен                     |
| 2004      | Шоу Криса Айзека                          | The Chris Isaak Show  | Дженнифер                      |
| 2004      | Собиратель душ                            | The Collector         | Изабелль Ван Сант              |
| 2004      | Тайны нераскрытых преступлений            | Cold Squad            | Дирдри Спенс / Триша Спенс     |
| 2004—2008 | Сверхновая звезда                         | Instant Star          | Джуд Харрисон                  |
| 2005      | Сумасшествие вокруг марихуаны: Киномюзикл | Reefer Madness        | The Arc-ettes / Vocal Ensemble |
| 2005      | Фалькон Бич                               | Falcon Beach          | Beach girl                     |
| 2005      | Невинность на продажу                     | Selling Innocence     | Энджел                         |
| 2006      | Пункт назначения 3                        | Final Destination 3   | Эрин Улмер                     |
| 2007      | Дневник дьявола                           | Devil’s Diary         | Доминик                        |
| 2009      | Тайны Смолвиля                            | Smallville            | Имра Ардин / Saturn Girl       |
| 2009      | Незнакомец с моим лицом                   | Stranger with My Face | Лори Страттон / Лия Аббот      |
| 2011      | Читающий мысли                            | The Listener          | Марисса Паттерсон              |
| 2011      | Хейвен                                    | Haven                 | Мора Киган                     |
| 2014      | Блю                                       | Blue                  | Сатя                           |

## Дискография

### Альбомы
- 2010 — Voodoo
- 2014 — ТВА